# Grand Prix de l'Escaut 2015
La 103e édition du Grand Prix de l'Escaut a eu lieu le 8 avril 2015. La course fait partie du calendrier UCI Europe Tour 2015 en catégorie 1.HC.
L'épreuve a été remportée lors d'un sprint massif, marqué par une chute, par le Norvégien Alexander Kristoff (Katusha) qui s'impose devant le Belge Edward Theuns (Topsport Vlaanderen-Baloise) et le Biélorusse Yauheni Hutarovich (Bretagne-Séché Environnement).

## Présentation

### Équipes
Classé en catégorie 1.HC de l'UCI Europe Tour, le Grand Prix de l'Escaut est par conséquent ouvert aux WorldTeams dans la limite de 70 % des équipes participantes, aux équipes continentales professionnelles, aux équipes continentales belges et à une équipe nationale belge.
Vingt-cinq équipes participent à ce Grand Prix de l'Escaut - douze WorldTeams et treize équipes continentales professionnelles :
| UCI WorldTeams      | UCI WorldTeams | UCI WorldTeams |
| Nom de l'équipe     | Pays           | Code           |
| ------------------- | -------------- | -------------- |
| AG2R La Mondiale    | France         | ALM            |
| Astana              | Kazakhstan     | AST            |
| Cannondale-Garmin   | États-Unis     | TCG            |
| Etixx-Quick Step    | Belgique       | EQS            |
| FDJ                 | France         | FDJ            |
| Giant-Alpecin       | Allemagne      | TGA            |
| Katusha             | Russie         | KAT            |
| Lotto NL-Jumbo      | Pays-Bas       | TLJ            |
| Lotto-Soudal        | Belgique       | LTS            |
| Sky                 | Royaume-Uni    | SKY            |
| Tinkoff-Saxo        | Russie         | TCS            |
| Trek Factory Racing | États-Unis     | TFR            |

| Équipes continentales professionnelles | Équipes continentales professionnelles | Équipes continentales professionnelles |
| Nom de l'équipe                        | Pays                                   | Code                                   |
| -------------------------------------- | -------------------------------------- | -------------------------------------- |
| Androni Giocattoli-Sidermec            | Italie                                 | AND                                    |
| Bora-Argon 18                          | Allemagne                              | BOA                                    |
| Bretagne-Séché Environnement           | France                                 | BSE                                    |
| Cofidis                                | France                                 | COF                                    |
| Cult Energy                            | Danemark                               | CLT                                    |
| Europcar                               | France                                 | EUC                                    |
| MTN-Qhubeka                            | Afrique du Sud                         | MTN                                    |
| Nippo-Vini Fantini                     | Italie                                 | NIP                                    |
| Roompot Oranje Peloton                 | Pays-Bas                               | ROP                                    |
| Southeast                              | Italie                                 | STH                                    |
| Topsport Vlaanderen-Baloise            | Belgique                               | TSV                                    |
| UnitedHealthcare                       | États-Unis                             | UHC                                    |
| Wanty-Groupe Gobert                    | Belgique                               | WGG                                    |

### Règlement de la course

#### Primes
Les vingt prix sont attribués suivant le barème de l'UCI,. Le total général des prix distribués est de 18 800 €.
| Position | 1er     | 2e      | 3e      | 4e    | 5e    | 6e    | 7e    | 8e    | 9e    | 10e à 20e |
| Prix     | 7 515 € | 3 760 € | 1 875 € | 935 € | 745 € | 565 € | 565 € | 375 € | 375 € | 190 €     |

## Classements

### Classement final
| Classement final | Classement final    | Classement final | Classement final             | Classement final   |
|                  | Coureur             | Pays             | Équipe                       | Temps              |
| ---------------- | ------------------- | ---------------- | ---------------------------- | ------------------ |
| 1er              | Alexander Kristoff  | Norvège          | Katusha                      | en 4 h 30 min 10 s |
| 2e               | Edward Theuns       | Belgique         | Topsport Vlaanderen-Baloise  | m.t                |
| 3e               | Yauheni Hutarovich  | Biélorussie      | Bretagne-Séché Environnement | m.t                |

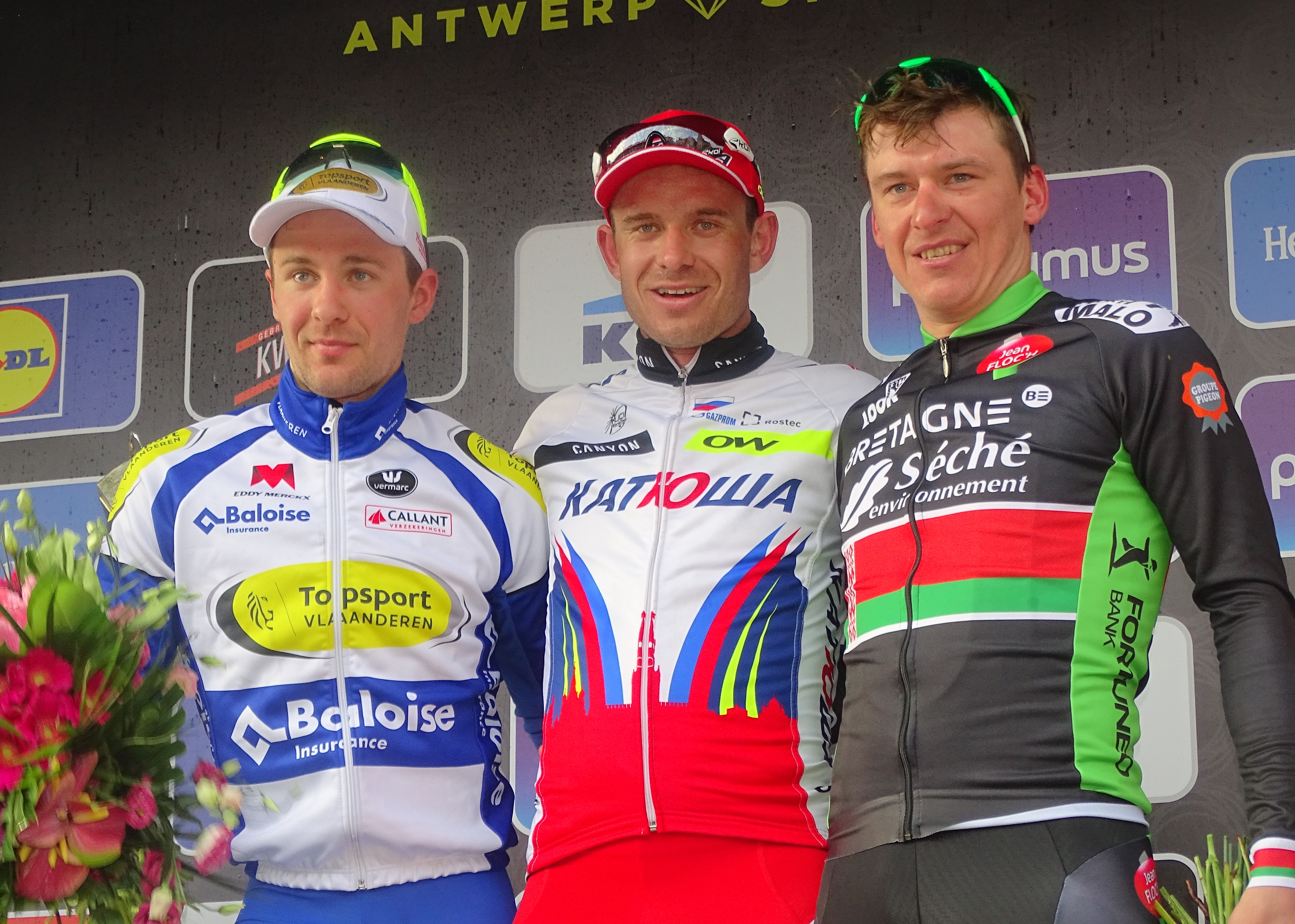
Edward Theuns (2e), Alexander Kristoff (1er) et Yauheni Hutarovich (3e).

| 4e               | Marc Sarreau        | France           | FDJ                          | m.t                |
| 5e               | Danny van Poppel    | Pays-Bas         | Trek Factory Racing          | m.t                |
| 6e               | Matteo Trentin      | Italie           | Etixx-Quick Step             | m.t                |
| 7e               | Nicolas Marini      | Italie           | Nippo-Vini Fantini           | m.t                |
| 8e               | Michael Van Staeyen | Belgique         | Cofidis                      | m.t                |
| 9e               | Tyler Farrar        | États-Unis       | MTN-Qhubeka                  | m.t                |
| 10e              | Christoph Pfingsten | Allemagne        | Bora-Argon 18                | m.t                |
| modifier         |                     |                  |                              |                    |

### UCI Europe Tour
Ce Grand Prix de l'Escaut attribue des points pour l'UCI Europe Tour 2015, par équipes seulement aux coureurs des équipes continentales professionnelles et continentales, individuellement à tous les coureurs sauf ceux faisant partie d'une équipe ayant un label WorldTeam.
| Position,          | 1er | 2e | 3e | 4e | 5e | 6e | 7e | 8e | 9e | 10e | 11e | 12e | 13e | 14e | 15e |
| Classement général | 100 | 70 | 40 | 30 | 25 | 20 | 15 | 10 | 9  | 8   | 7   | 6   | 5   | 4   | 3   |

## Liste des participants
- Liste de départ complète

| Légende | Légende                                                                    | Légende | Légende                                                    |
| ------- | -------------------------------------------------------------------------- | ------- | ---------------------------------------------------------- |
| Num     | Dossard de départ porté par le coureur sur ce Grand Prix de l'Escaut       | Pos     | Position à l'arrivée de la course                          |
|         | Indique un maillot de champion national ou mondial, suivi de sa spécialité | NP      | Indique un coureur qui n'a pas pris le départ de la course |
| AB      | Indique un coureur qui n'a pas terminé la course                           | HD      | Indique un coureur qui a terminé la course hors des délais |

| Giant-Alpecin TGA               | Giant-Alpecin TGA       | Giant-Alpecin TGA |
| ------------------------------- | ----------------------- | ----------------- |
| Num                             | Coureur                 | Pos               |
| 1                               | Nikias Arndt (GER)      | 121e              |
| 2                               | Roy Curvers (NED)       | 78e               |
| 3                               | Bert De Backer (BEL)    | 42e               |
| 4                               | Tom Stamsnijder (NED)   | 62e               |
| 5                               | Albert Timmer (NED)     | 120e              |
| 6                               | Zico Waeytens (BEL)     | 110e              |
| 7                               | Ramon Sinkeldam (NED)   | 135e              |
| 8                               | Lars van der Haar (NED) | 114e              |
| Directeur sportif : Rudie Kemna |                         |                   |

| Etixx-Quick Step EQS                 | Etixx-Quick Step EQS           | Etixx-Quick Step EQS |
| ------------------------------------ | ------------------------------ | -------------------- |
| Num                                  | Coureur                        | Pos                  |
| 11                                   | Mark Renshaw (AUS)             | 17e                  |
| 12                                   | Yves Lampaert (BEL)            | 111e                 |
| 13                                   | Nikolas Maes (BEL)             | 102e                 |
| 14                                   | Fabio Sabatini (ITA)           | 87e                  |
| 15                                   | Zdeněk Štybar (CZE) (Route)    | 71e                  |
| 16                                   | Stijn Vandenbergh (BEL)        | 45e                  |
| 17                                   | Matteo Trentin (ITA)           | 6e                   |
| 18                                   | Guillaume Van Keirsbulck (BEL) | 59e                  |
| Directeur sportif : Wilfried Peeters |                                |                      |

| Lotto-Soudal LTS                | Lotto-Soudal LTS        | Lotto-Soudal LTS |
| ------------------------------- | ----------------------- | ---------------- |
| Num                             | Coureur                 | Pos              |
| 21                              |                         |                  |
| 22                              | Dennis Vanendert (BEL)  | 53e              |
| 23                              | Gert Dockx (BEL)        | 168e             |
| 24                              | Gregory Henderson (NZL) | 61e              |
| 25                              | Lars Bak (DEN)          | 57e              |
| 26                              | Jasper De Buyst (BEL)   | 58e              |
| 27                              | Thomas De Gendt (BEL)   | 46e              |
| 28                              | Boris Vallée (BEL)      | 11e              |
| Directeur sportif : Bart Leysen |                         |                  |

| AG2R La Mondiale ALM              | AG2R La Mondiale ALM     | AG2R La Mondiale ALM |
| --------------------------------- | ------------------------ | -------------------- |
| Num                               | Coureur                  | Pos                  |
| 31                                | Gediminas Bagdonas (LTU) | 37e                  |
| 32                                | Maxime Daniel (FRA)      | AB                   |
| 33                                | Damien Gaudin (FRA)      | AB                   |
| 34                                | Alexis Gougeard (FRA)    | 159e                 |
| 35                                | Hugo Houle (CAN)         | 48e                  |
| 36                                | Sébastien Minard (FRA)   | 171e                 |
| 37                                | Johan Vansummeren (BEL)  | 79e                  |
| 38                                |                          |                      |
| Directeur sportif : Julien Jurdie |                          |                      |

| Astana AST                          | Astana AST              | Astana AST |
| ----------------------------------- | ----------------------- | ---------- |
| Num                                 | Coureur                 | Pos        |
| 41                                  | Andrea Guardini (ITA)   | 127e       |
| 42                                  | Maxat Ayazbayev (KAZ)   | 103e       |
| 43                                  | Borut Božič (SLO)       | 51e        |
| 44                                  | Laurens De Vreese (BEL) | 41e        |
| 45                                  | Daniil Fominykh (KAZ)   | 105e       |
| 46                                  | Dmitriy Gruzdev (KAZ)   | 109e       |
| 47                                  | Ruslan Tleubayev (KAZ)  | 65e        |
| 48                                  | Lars Boom (NED)         | 138e       |
| Directeur sportif : Gorazd Štangelj |                         |            |

| Cannondale-Garmin TCG             | Cannondale-Garmin TCG             | Cannondale-Garmin TCG |
| --------------------------------- | --------------------------------- | --------------------- |
| Num                               | Coureur                           | Pos                   |
| 51                                | Jack Bauer (NZL)                  | 116e                  |
| 52                                | Lasse Norman Hansen (DEN)         | 131e                  |
| 53                                | Ted King (USA)                    | 99e                   |
| 54                                | Sebastian Langeveld (NED) (Route) | 112e                  |
| 55                                | Alan Marangoni (ITA)              | 115e                  |
| 56                                | Kristoffer Skjerping (NOR)        | 20e                   |
| 57                                | Dylan van Baarle (NED)            | 98e                   |
| 58                                | Ruben Zepuntke (GER)              | 129e                  |
| Directeur sportif : Andreas Klier |                                   |                       |

| FDJ                             | FDJ                     | FDJ |
| ------------------------------- | ----------------------- | --- |
| Num                             | Coureur                 | Pos |
| 61                              | David Boucher (FRA)     | 34e |
| 62                              | Mickaël Delage (FRA)    | 15e |
| 63                              |                         |     |
| 64                              | Marc Sarreau (FRA)      | 4e  |
| 65                              | Arnaud Courteille (FRA) | 85e |
| 66                              | Murilo Fischer (BRA)    | 64e |
| 67                              | Alexandre Geniez (FRA)  | 36e |
| 68                              | Olivier Le Gac (FRA)    | 18e |
| Directeur sportif : Marc Madiot |                         |     |

| Katusha KAT                         | Katusha KAT                    | Katusha KAT |
| ----------------------------------- | ------------------------------ | ----------- |
| Num                                 | Coureur                        | Pos         |
| 71                                  | Alexander Kristoff (NOR)       | 1er         |
| 72                                  | Jacopo Guarnieri (ITA)         | 19e         |
| 73                                  | Marco Haller (AUT)             | 39e         |
| 74                                  | Viatcheslav Kouznetsov (RUS)   | 155e        |
| 75                                  | Luca Paolini (ITA)             | 77e         |
| 76                                  | Alexander Porsev (RUS) (Route) | 76e         |
| 77                                  | Rüdiger Selig (GER)            | 164e        |
| 78                                  | Gatis Smukulis (LAT)           | 125e        |
| Directeur sportif : Torsten Schmidt |                                |             |

| Lotto NL-Jumbo TLJ                | Lotto NL-Jumbo TLJ       | Lotto NL-Jumbo TLJ |
| --------------------------------- | ------------------------ | ------------------ |
| Num                               | Coureur                  | Pos                |
| 81                                | Tom Van Asbroeck (BEL)   | AB                 |
| 82                                |                          |                    |
| 83                                | Barry Markus (NED)       | 25e                |
| 84                                | Sep Vanmarcke (BEL)      | 162e               |
| 85                                | Robert Wagner (GER)      | 140e               |
| 86                                | Maarten Wynants (BEL)    | 123e               |
| 87                                |                          |                    |
| 88                                | Maarten Tjallingii (NED) | 136e               |
| Directeur sportif : Merijn Zeeman |                          |                    |

| Sky SKY                            | Sky SKY                | Sky SKY |
| ---------------------------------- | ---------------------- | ------- |
| Num                                | Coureur                | Pos     |
| 91                                 | Elia Viviani (ITA)     | AB      |
| 92                                 | Bernhard Eisel (AUT)   | 13e     |
| 93                                 | Andrew Fenn (GBR)      | 158e    |
| 94                                 | Salvatore Puccio (ITA) | 75e     |
| 95                                 | Luke Rowe (GBR)        | 151e    |
| 96                                 | Ian Stannard (GBR)     | 153e    |
| 97                                 | Geraint Thomas (GBR)   | 152e    |
| 98                                 | Bradley Wiggins (GBR)  | 142e    |
| Directeur sportif : Servais Knaven |                        |         |

| Tinkoff-Saxo TCS                    | Tinkoff-Saxo TCS              | Tinkoff-Saxo TCS |
| ----------------------------------- | ----------------------------- | ---------------- |
| Num                                 | Coureur                       | Pos              |
| 101                                 | Peter Sagan (SVK) (Route)     | 72e              |
| 102                                 | Maciej Bodnar (POL)           | 70e              |
| 103                                 | Christopher Juul Jensen (DEN) | 141e             |
| 104                                 | Matteo Tosatto (ITA)          | 104e             |
| 105                                 | Nikolay Trusov (RUS)          | AB               |
| 106                                 | Pavel Brutt (RUS)             | 82e              |
| 107                                 | Michael Mørkøv (DEN)          | 68e              |
| 108                                 |                               |                  |
| Directeur sportif : Tristan Hoffman |                               |                  |

| Trek Factory Racing TFR        | Trek Factory Racing TFR | Trek Factory Racing TFR |
| ------------------------------ | ----------------------- | ----------------------- |
| Num                            | Coureur                 | Pos                     |
| 111                            | Stijn Devolder (BEL)    | 96e                     |
| 112                            | Markel Irizar (ESP)     | 43e                     |
| 113                            | Yaroslav Popovych (UKR) | 144e                    |
| 114                            | Grégory Rast (SUI)      | 60e                     |
| 115                            | Hayden Roulston (NZL)   | 73e                     |
| 116                            | Jasper Stuyven (BEL)    | 26e                     |
| 117                            | Gert Steegmans (BEL)    | 97e                     |
| 118                            | Danny van Poppel (NED)  | 5e                      |
| Directeur sportif : Dirk Demol |                         |                         |

| Topsport Vlaanderen-Baloise TSV       | Topsport Vlaanderen-Baloise TSV | Topsport Vlaanderen-Baloise TSV |
| ------------------------------------- | ------------------------------- | ------------------------------- |
| Num                                   | Coureur                         | Pos                             |
| 121                                   | Gijs Van Hoecke (BEL)           | 23e                             |
| 122                                   | Tim Declercq (BEL)              | 54e                             |
| 123                                   | Oliver Naesen (BEL)             | 30e                             |
| 124                                   | Jarl Salomein (BEL)             | 16e                             |
| 125                                   | Stijn Steels (BEL)              | 83e                             |
| 126                                   | Edward Theuns (BEL)             | 2e                              |
| 127                                   | Pieter Vanspeybrouck (BEL)      | 89e                             |
| 128                                   | Jef Van Meirhaeghe (BEL)        | 24e                             |
| Directeur sportif : Walter Planckaert |                                 |                                 |

| Wanty-Groupe Gobert WGG                      | Wanty-Groupe Gobert WGG   | Wanty-Groupe Gobert WGG |
| -------------------------------------------- | ------------------------- | ----------------------- |
| Num                                          | Coureur                   | Pos                     |
| 131                                          | Frederik Backaert (BEL)   | 106e                    |
| 132                                          | Simone Antonini (ITA)     | 100e                    |
| 133                                          | Tom Devriendt (BEL)       | 21e                     |
| 134                                          | Björn Leukemans (BEL)     | 50e                     |
| 135                                          | Fréderique Robert (BEL)   | AB                      |
| 136                                          | James Vanlandschoot (BEL) | 84e                     |
| 137                                          | Lander Seynaeve (BEL)     | 132e                    |
| 138                                          | Frederik Veuchelen (BEL)  | 133e                    |
| Directeur sportif : Hilaire Van der Schueren |                           |                         |

| Androni Giocattoli-Sidermec AND     | Androni Giocattoli-Sidermec AND | Androni Giocattoli-Sidermec AND |
| ----------------------------------- | ------------------------------- | ------------------------------- |
| Num                                 | Coureur                         | Pos                             |
| 141                                 | Francesco Chicchi (ITA)         | 22e                             |
| 142                                 | Marco Bandiera (ITA)            | 122e                            |
| 143                                 | Tiziano Dall'Antonia (ITA)      | AB                              |
| 144                                 | Marco Frapporti (ITA)           | 90e                             |
| 145                                 |                                 |                                 |
| 146                                 | Alberto Nardin (ITA)            | 124e                            |
| 147                                 | František Padour (CZE)          | 167e                            |
| 148                                 | Fabio Taborre (ITA)             | 91e                             |
| Directeur sportif : Giovanni Ellena |                                 |                                 |

| Bora-Argon 18 BOA                    | Bora-Argon 18 BOA         | Bora-Argon 18 BOA |
| ------------------------------------ | ------------------------- | ----------------- |
| Num                                  | Coureur                   | Pos               |
| 151                                  | Sam Bennett (IRL)         | AB                |
| 152                                  | Shane Archbold (NZL)      | 157e              |
| 153                                  | Phil Bauhaus (GER)        | 63e               |
| 154                                  | Ralf Matzka (GER)         | 27e               |
| 155                                  | Andreas Schillinger (GER) | 107e              |
| 156                                  | Michael Schwarzmann (GER) | 156e              |
| 157                                  | Zakkari Dempster (AUS)    | 40e               |
| 158                                  | Christoph Pfingsten (GER) | 10e               |
| Directeur sportif : Enrico Poitschke |                           |                   |

| Bretagne-Séché Environnement BSE      | Bretagne-Séché Environnement BSE | Bretagne-Séché Environnement BSE |
| ------------------------------------- | -------------------------------- | -------------------------------- |
| Num                                   | Coureur                          | Pos                              |
| 161                                   | Yauheni Hutarovich (BLR) (Route) | 3e                               |
| 162                                   | Matthieu Boulo (FRA)             | 33e                              |
| 163                                   | Frédéric Brun (FRA)              | 92e                              |
| 164                                   | Romain Feillu (FRA)              | AB                               |
| 165                                   | Daniel McLay (GBR)               | AB                               |
| 166                                   | Pierre-Luc Périchon (FRA)        | 134e                             |
| 167                                   | Christophe Laborie (FRA)         | 38e                              |
| 168                                   | Kévin Ledanois (FRA)             | 154e                             |
| Directeur sportif : Sébastien Hinault |                                  |                                  |

| Cofidis COF                        | Cofidis COF               | Cofidis COF |
| ---------------------------------- | ------------------------- | ----------- |
| Num                                | Coureur                   | Pos         |
| 171                                | Michael Van Staeyen (BEL) | 8e          |
| 172                                | Gert Jõeäär (EST)         | 52e         |
| 173                                | Adrien Petit (FRA)        | 149e        |
| 174                                | Florian Sénéchal (FRA)    | 93e         |
| 175                                | Kenneth Vanbilsen (BEL)   | 150e        |
| 176                                | Clément Venturini (FRA)   | AB          |
| 177                                | Louis Verhelst (BEL)      | AB          |
| 178                                |                           |             |
| Directeur sportif : Alain Deloeuil |                           |             |

| Cult Energy CLT                    | Cult Energy CLT                 | Cult Energy CLT |
| ---------------------------------- | ------------------------------- | --------------- |
| Num                                | Coureur                         | Pos             |
| 181                                | Karel Hník (CZE)                | 56e             |
| 182                                | Alex Kirsch (LUX)               | 95e             |
| 183                                | Martin Mortensen (DEN)          | 49e             |
| 184                                | Mads Pedersen (DEN)             | 160e            |
| 185                                | Rasmus Christian Quaade (DEN)   | 169e            |
| 186                                | Michael Carbel Svendgaard (DEN) | 126e            |
| 187                                | Joël Zangerlé (LUX)             | 28e             |
| 188                                |                                 |                 |
| Directeur sportif : Michael Skelde |                                 |                 |

| MTN-Qhubeka MTN                       | MTN-Qhubeka MTN                   | MTN-Qhubeka MTN |
| ------------------------------------- | --------------------------------- | --------------- |
| Num                                   | Coureur                           | Pos             |
| 191                                   | Tyler Farrar (USA)                | 9e              |
| 192                                   | Theo Bos (NED)                    | 31e             |
| 193                                   | Matthew Brammeier (IRL)           | 130e            |
| 194                                   | Nicolas Dougall (RSA)             | 101e            |
| 195                                   | Reinardt Janse van Rensburg (RSA) | 67e             |
| 196                                   | Andreas Stauff (GER)              | 139e            |
| 197                                   | Jay Robert Thomson (RSA)          | 137e            |
| 198                                   | Matthew Goss (AUS)                | 66e             |
| Directeur sportif : Michel Cornelisse |                                   |                 |

| Nippo-Vini Fantini NIP            | Nippo-Vini Fantini NIP     | Nippo-Vini Fantini NIP |
| --------------------------------- | -------------------------- | ---------------------- |
| Num                               | Coureur                    | Pos                    |
| 201                               |                            |                        |
| 202                               | Shiki Kuroeda (JPN)        | 108e                   |
| 203                               | Alessandro Malaguti (ITA)  | 35e                    |
| 204                               | Nicolas Marini (ITA)       | 7e                     |
| 205                               | Mattia Pozzo (ITA)         | 148e                   |
| 206                               | Riccardo Stacchiotti (ITA) | 69e                    |
| 207                               | Antonio Viola (ITA)        | 74e                    |
| 208                               | Genki Yamamoto (JPN)       | 170e                   |
| Directeur sportif : Mario Manzoni |                            |                        |

| Southeast STH                     | Southeast STH             | Southeast STH |
| --------------------------------- | ------------------------- | ------------- |
| Num                               | Coureur                   | Pos           |
| 211                               | Alessandro Petacchi (ITA) | 12e           |
| 212                               | Andrea Dal Col (ITA)      | AB            |
| 213                               | Jakub Mareczko (ITA)      | AB            |
| 214                               | Matteo Busato (ITA)       | 163e          |
| 215                               | Giorgio Cecchinel (ITA)   | NP            |
| 216                               | Samuele Conti (ITA)       | 165e          |
| 217                               | Mirko Tedeschi (ITA)      | AB            |
| 218                               | Eugert Zhupa (ALB)        | 86e           |
| Directeur sportif : Serge Parsani |                           |               |

| Europcar EUC                          | Europcar EUC              | Europcar EUC |
| ------------------------------------- | ------------------------- | ------------ |
| Num                                   | Coureur                   | Pos          |
| 221                                   | Giovanni Bernaudeau (FRA) | 166e         |
| 222                                   | Antoine Duchesne (CAN)    | 145e         |
| 223                                   | Jimmy Engoulvent (FRA)    | 147e         |
| 224                                   | Yohann Gène (FRA)         | 146e         |
| 225                                   | Vincent Jérôme (FRA)      | AB           |
| 226                                   | Morgan Lamoisson (FRA)    | 161e         |
| 227                                   | Yannick Martinez (FRA)    | 143e         |
| 228                                   | Julien Morice (FRA)       | 94e          |
| Directeur sportif : Dominique Arnould |                           |              |

| Roompot Oranje Peloton ROP               | Roompot Oranje Peloton ROP | Roompot Oranje Peloton ROP |
| ---------------------------------------- | -------------------------- | -------------------------- |
| Num                                      | Coureur                    | Pos                        |
| 231                                      | Dylan Groenewegen (NED)    | 119e                       |
| 232                                      | Wesley Kreder (NED)        | 44e                        |
| 233                                      | André Looij (NED)          | 29e                        |
| 234                                      | Brian van Goethem (NED)    | 117e                       |
| 235                                      | Tim Kerkhof (NED)          | 80e                        |
| 236                                      | Jesper Asselman (NED)      | 55e                        |
| 237                                      | Huub Duyn (NED)            | 118e                       |
| 238                                      | Sjoerd van Ginneken (NED)  | 81e                        |
| Directeur sportif : Jean-Paul van Poppel |                            |                            |

| UnitedHealthcare UHC               | UnitedHealthcare UHC     | UnitedHealthcare UHC |
| ---------------------------------- | ------------------------ | -------------------- |
| Num                                | Coureur                  | Pos                  |
| 241                                | Alessandro Bazzana (ITA) | 57e                  |
| 242                                | Robert Förster (GER)     | AB                   |
| 243                                | Davide Frattini (ITA)    | 88e                  |
| 244                                | Christopher Jones (USA)  | 113e                 |
| 245                                | John Murphy (USA)        | 14e                  |
| 246                                | Tanner Putt (USA)        | 128e                 |
| 247                                | Daniel Summerhill (USA)  | 32e                  |
| 248                                | Ken Hanson (USA)         | AB                   |
| Directeur sportif : Hendrik Redant |                          |                      |